# Müllheim, Thurgau
Müllheim är en ort och kommun i distriktet Frauenfeld i kantonen Thurgau, Schweiz. Kommunen har 3 306 invånare (2023).
Orten kallas ibland Müllheim Dorf för att inte förväxlas med staden Müllheim i Tyskland.